# Зубин Мета
Зубин Мета е индийски симфоничен диригент, едно от най-уважаваните имена в света и почетен диригент на оперните театри в Милано, Виена, Монреал, Лос Анжелис и Ню Йорк. Почитател на творчеството на Щраус баща и син.

## Биография
Зубин Мета е роден на 29 април 1936 г. в семейство на парси в Бомбай (днес Мумбай), Индия; син е на Мехли и Техмина Мета. Неговият баща Мехли Мета е цигулар и диригент, основател на Бомбайския симфоничен оркестър. Зубин е възпитаник на гимназията Света Мария в Мазагоан, Мумбай. Първоначално възнамерява да следва медицина, но накрая се записва като студент във Виена на 18 години, при известния преподавател Ханс Сваровски. По същото време в академията са диригентът Клаудио Абадо и диригентът пианист Даниел Баренбойм. През 1958 г. прави първия си дебют като диригент във Виена. В същата година печели Международния диригентски конкурс в Ливърпул и е назначен за асистент-диригент в Кралския ливърпулски филхармоничен оркестър.
Скоро Мета става главен диригент, когато през 1960 г. е назначен за диригент на Монреалския симфоничен оркестър, като остава на този пост до 1967 г. През 1998 г. става директор на Баварската опера в Мюнхен, Германия.

### Личен живот
През 2000 г. неговият брат Зарин Мета е назначен за изпълнителен директор на Нюйоркския филхармоничен оркестър, Зарин е женен за първата жена на Зубин Мета.

## В популярната култура
В романа на Сидни Шелдън „Господарят на играта“ протагонистката споменава Зубин Мета, след като гледа нейния голям син да изпълнява музикално произведение.